# Engelholms VS
Engelholms VS er en volleyboldklub i Ängelholm, Sverige. Den blev dannet i 1985 gennem en fusion af Engelholms VP og Engelholms VT. Kvindeholdet har vundet syv svenske mesterskabsguld, det første blev vundet i sæsonen 2005/2006.